# Bracon latifasciatus
Bracon latifasciatus är en stekelart som först beskrevs av Charles Thomas Brues 1924.  Bracon latifasciatus ingår i släktet Bracon och familjen bracksteklar. Inga underarter finns listade.